# Багар, Андрей
Андрей Багар (29 октября 1900, Тренчьянске Теплице — 31 июля 1966, Братислава) — чехословацкий актёр и режиссёр, словак по национальности. С 1935 по 1965 годы снялся в 16 фильмах.
С 1914 года жил в Вене, где был учеником обивочных дел мастера, а также изучал декорирование в школе прикладного искусства. На протяжении последующих лет сменил ряд профессий: был разнорабочим, камердинером в отеле, кочегаром. С 1922 года изучал актёрское мастерство в Драматической консерватории в Праге. С 1923 по 1929 годы и в 1939 году был актёром труппы Словацкого национального театра, одновременно играл в передвижных театрах в Кошице и Пардубице. В 1938 году вступил в Коммунистическую партию. В 1939—1940 годах находился в заключении, куда был помещён за антифашистскую деятельность. После освобождения он сменил имя на Ян Минарик и работал директором Братиславского радио.
В 1944 году основал Словацкий камерный театр в Мартине, но после постановки спектакля «Филипп II» ему было запрещено оставаться в Мартине. Он присоединился к Словацкому народному театру, в котором играл в перерывах между своим участием в партизанском движении, где Багар был сначала комиссаром, а затем руководителем фронтового театра. С 1945 по 1951 год был художественным руководителем этого театра, с 1950 года до конца жизни — преподавателем и ректором Высшей школы искусств в Братиславе. В 1954 году был избран в Словацкий национальный совет. Является основателем нескольких театров в Словакии.
Снимался в кино («Бой закончится завтра», 1951).